# St. Louis Hawks 1962-1963
La stagione 1962-63 dei St. Louis Hawks fu la 14ª nella NBA per la franchigia.
I St. Louis Hawks arrivarono secondi nella Western Division con un record di 48-32. Nei play-off vinsero la semifinale di division con i Detroit Pistons (3-1), perdendo poi la finale di division con i Los Angeles Lakers (4-3).

## Roster
| N° | Naz.                   | Ruolo | Sportivo          | Anno | Alt. | Peso |
| -- | ---------------------- | ----- | ----------------- | ---- | ---- | ---- |
| 9  | Stati Uniti (bandiera) | AC    | Bob Pettit        | 1932 | 206  | 93   |
| 10 | Stati Uniti (bandiera) | AC    | Bill Bridges      | 1939 | 198  | 103  |
| 10 | Stati Uniti (bandiera) | C     | Bevo Nordmann     | 1939 | 208  | 102  |
| 11 | Stati Uniti (bandiera) | G     | Nick Mantis       | 1935 | 191  | 86   |
| 12 | Stati Uniti (bandiera) | A     | Mike Farmer       | 1936 | 201  | 95   |
| 14 | Stati Uniti (bandiera) | C     | Zelmo Beaty       | 1939 | 206  | 102  |
| 16 | Stati Uniti (bandiera) | GA    | Cliff Hagan       | 1931 | 193  | 95   |
| 17 | Stati Uniti (bandiera) | G     | Chico Vaughn      | 1940 | 188  | 86   |
| 20 | Stati Uniti (bandiera) | G     | John Barnhill     | 1938 | 185  | 82   |
| 21 | Stati Uniti (bandiera) | AC    | Barney Cable      | 1935 | 201  | 79   |
| 21 | Stati Uniti (bandiera) | AC    | Woody Sauldsberry | 1934 | 201  | 100  |
| 24 | Stati Uniti (bandiera) | G     | Bob Duffy         | 1940 | 191  | 84   |
| 29 | Stati Uniti (bandiera) | AC    | Phil Jordon       | 1933 | 208  | 93   |
| 32 | Stati Uniti (bandiera) | G     | Lenny Wilkens     | 1937 | 185  | 82   |
| 34 | Stati Uniti (bandiera) | AC    | Bumper Tormohlen  | 1937 | 203  | 104  |

## Staff tecnico
- Allenatore: Harry Gallatin